# Hesketh Hubbard Art Society
Die Hesketh Hubbard Art Society ist die aktuell größte Vereinigung von Malern und Zeichnern in London und gehört zu den neun Gesellschaften der Federation of British Artists (FBA), die alle ihren Sitz in den Mall Galleries in London haben. Die Gesellschaft wurde im Jahr 1930 gegründet. Seit dieser Zeit finden wöchentlich Sitzungen für Akt- und Porträtzeichnungen statt, in denen jeweils drei Aktmodelle und ein Porträtmodel posieren. Die Sitzungen sind unmoderiert und gleichermaßen offen für Amateure und Profis. 
Die Gesellschaft prämiert auf ihren jährlichen Ausstellungen ausgewählte Werke. Erstmals mit dem ersten Preis ausgezeichnet wurde der neuseeländische Künstler Leonard Bennetts (1933–2005). Ein frühes Mitglied war die Autorin und Künstlerin Grace Lydia Golden (1904–1993). Colin McMillan (geboren 1923) war Präsident der Gesellschaft und Mitglied für 20 Jahre. Ray Denton, ein Gewinner des Charles Pears Prize der Royal Society of Marine Artists war Mitglied der Gesellschaft bis 1996. Der amtierende Präsident der Society ist Simon Whittle, Vize-Präsident ist David Cottingham.